# Rosa-Maria Reiter
Rosa-Maria Reiter (* 6. Januar 1969) ist eine Politikerin der AfD und ehemalige Laienrichterin am Verfassungsgerichtshof für das Land Baden-Württemberg. Sie gehörte dort der Gruppe der Mitglieder ohne Befähigung zum Richteramt an.

## Leben
Am 14. Dezember 2016 wurde Reiter auf Vorschlag der AfD-Fraktion vom Landtag von Baden-Württemberg im zweiten Wahlgang mit 53 gegen 40 Stimmen bei 39 Enthaltungen zum Mitglied des Staatsgerichtshofs für das Land Baden-Württemberg gewählt, nachdem sie im ersten Wahlgang mit 43 gegen 45 Stimmen bei 44 Enthaltungen zunächst keine Mehrheit erhalten hatte. Ihre Amtszeit endete am 20. Juli 2018.
Reiter arbeitete 2016 im Büro der AfD-Landtagsabgeordneten Carola Wolle und war 2017 Büroleiterin des AfD-Landtagsabgeordneten Hans Peter Stauch. Ab April 2018 war sie Sprecherin des AfD-Kreisverbandes Emmendingen und ab 2020 Schriftführerin im Landesvorstand der AfD Baden-Württemberg. Sie ist Fraktionsvorsitzende der AfD im Verband Region Südlicher Oberrhein.
Reiter ist die Ehefrau des Politikers Thomas Seitz.